# Kanton Méry-sur-Seine
Kanton Méry-sur-Seine (fr. Canton de Méry-sur-Seine) byl francouzský kanton v departementu Aube v regionu Champagne-Ardenne. Tvořilo ho 25 obcí. Zrušen byl po reformě kantonů 2014.

## Obce kantonu
- Bessy
- Boulages
- Champfleury
- Chapelle-Vallon
- Charny-le-Bachot
- Châtres
- Chauchigny
- Droupt-Saint-Basle
- Droupt-Sainte-Marie
- Étrelles-sur-Aube
- Fontaine-les-Grès
- Les Grandes-Chapelles
- Longueville-sur-Aube
- Méry-sur-Seine
- Mesgrigny
- Plancy-l'Abbaye
- Prémierfait
- Rhèges
- Rilly-Sainte-Syre
- Saint-Mesmin
- Saint-Oulph
- Salon
- Savières
- Vallant-Saint-Georges
- Viâpres-le-Petit